# Claribel Alegría
Claribel Isabel Alegría Vides (ur. 12 maja 1924 w Estelí, zm. 25 stycznia 2018 w Managui) – nikaraguańsko-salwadorska poetka, pisarka i eseistka.

## Życiorys
Urodziła się jako córka Nikaraguańczyka Daniela Alegrii i Salwadorki Any Marii Vides. Wkrótce po urodzeniu rodzina została zmuszona do wyjazdu do Salwadoru z powodu krytykowania przez jej ojca obecności amerykańskich marines w Nikaragui jako wspierających ówczesny proamerykański rząd Nikaragui. Uczyła się w założonej przez jej wuja szkole w Santa Ana w Salwadorze, w wieku 14 lat po przeczytaniu Listów do młodego poety Rainera Marii Rilkego podjęła decyzję o zostaniu poetką. Studiowała na George Washington University m.in. u poety Juana Ramóna Jiméneza, późniejszego laureata literackiej Nagrody Nobla. W 1947 wyszła za mąż za Darwina Flakolla, z którym mieszkała w USA, następnie w Meksyku, Chile, Urugwaju i na Majorce. Wróciła do Nikaragui po rewolucji i obaleniu prezydenta Anastasio Somozy Debayle w 1980 przez sandinistów. Wyraziła wówczas swój sprzeciw wobec rządów wojskowych w Salwadorze; krytyka ta, wraz z wojną domową w Salwadorze, uniemożliwiły jej na ponad 10 lat podróż do Salwadoru. W 1958 napisała opowiadanie dla dzieci Tres cuentos (Trzy historie); jest też autorką innych książek dla dzieci. W 1978 opublikowała zbiór poezji Sobrevivo (Przeżyłam), za co otrzymała ufundowaną przez rząd Kuby nagrodę Casa de las Américas i dzięki której zdobyła uznanie jako czołowa poetka Ameryki Środkowej. W USA stała się znana dzięki swojemu testimonio, czyli testamentowi dotyczącemu rewolucji sandinistów w Nikaragui. W 1982 opublikowała zbiór poezji Flores del volcán (Kwiaty z wulkanu), wydanemu w USA w wersji dwujęzycznej. Inne jej dzieła to zbiory poezji La mujer del río (Kobieta z rzeki, 1989), Fuga de Canto Grande (1992), powieści El detén (Talizman, 1977), Albúm familiar (Album rodzinny, 1982) i Pueblo de Dios y de Mandinga  (Wioska Boga i Diabła, 1985). W 1987 wydała tom Luisa en el país de la realidad (Luisa w rzeczywistym świecie) zawierający winiety poezji i prozy. Poza tym pomagała w pisaniu mężowi, również pisarzowi. W 2006 została laureatką Neustadt International Prize for Literature.